# Eberhard Bosslet
Eberhard Bosslet (* 8. Juli 1953 in Speyer) ist ein deutscher Künstler.

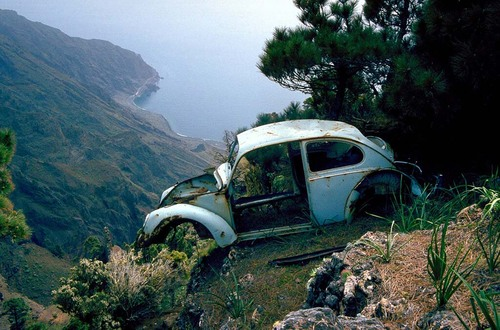
Die erste Fotografie aus der Fotoreihe „Schrott & Sonne“

## Biographie

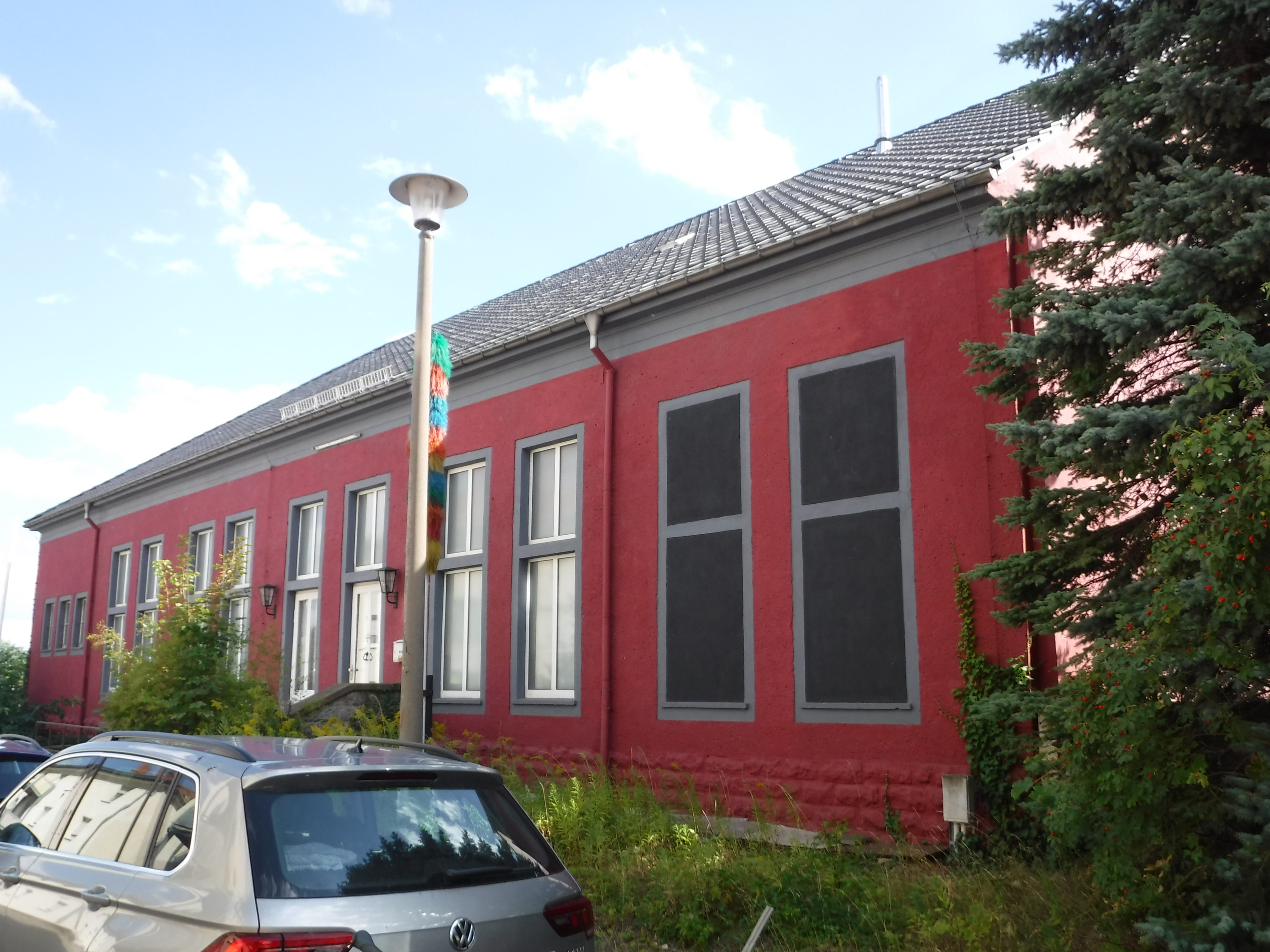
Bosslets Atelierhaus in Dresden

Von 1975 bis 1982 studierte er Malerei an der Hochschule der Künste Berlin bei Raimund Girke. Ende der 1970er Jahre wandte er sich Installationen und Skulpturen zu. Seit Anfang der 1980er Jahre aktualisierte er mit seinen Eingriffen in den architektonischen Innen- und Außenraum den Begriff der Intervention. 1981 war er Mitbegründer des Projektraumes/Galerie MOPEDS sowie der Künstlergruppe MATERIAL & WIRKUNG e. V., beide in Berlin. 1991 wurde ihm ein Stipendium in der Deutschen Akademie Villa Massimo zuerkannt. 1997 wurde er als Professor für Skulptur und Raumkonzepte an der Hochschule für Bildende Künste Dresden berufen, wo er als Professor für Skulptur und Raumkonzepte tätig war, bis er nach 22 Jahren im Jahr 2019 emeritierte. Seit 2019 lebt und arbeitet Bosslet in Berlin.
Bosslet verwendet in seinen Arbeiten ausschließlich Produkte und Technologien aus der industriellen und gewerblichen Wirklichkeit. Sie sind immer wesentlicher, sichtbarer und ästhetischer Bestandteil seiner Werke. Dabei nutzt er unedle, gewöhnliche Werkstoffe, die als Objekte in ungewöhnlichen Konstellationen verbunden werden.

## Schüler
Schüler Bosslets sind u. a. Susan Donath, Martin Eder, Jáchym Fleig, Dirk Heerklotz, Marcel Walldorf, Manaf Halbouni, Thomas Judisch, Manuel Frolik, Stephanie Lüning, Heinz Schmöller und André Tempel.

## Werke

### Interventionen
Seit 1983: Arbeiten an Ruinen: „Bauzeichnungen, Reformierungen und Begleiterscheinungen“ hierbei Transformierung der Gegebenheiten an Industrie- und Wohngebäuden durch linearen oder flächigen Farbauftrag.

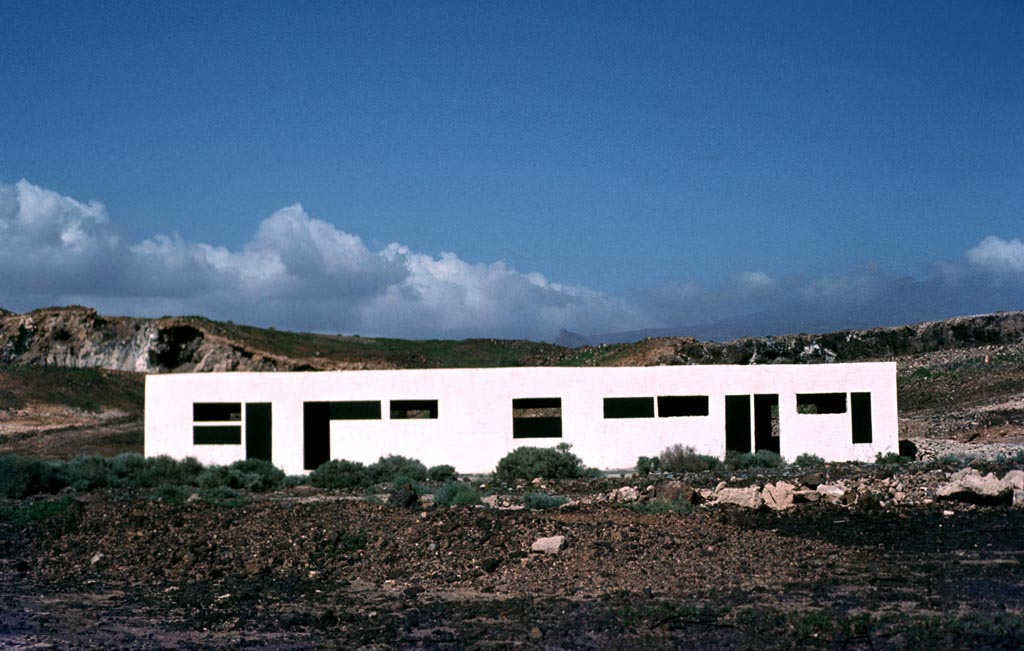
Begleiterscheinung II, El Guincho, 1984, Teneriffa
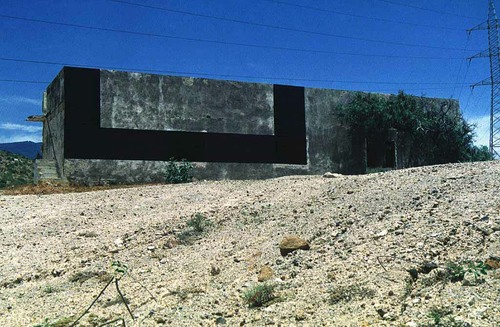
Begleiterscheinung VII, Guimar, Teneriffa, 1990
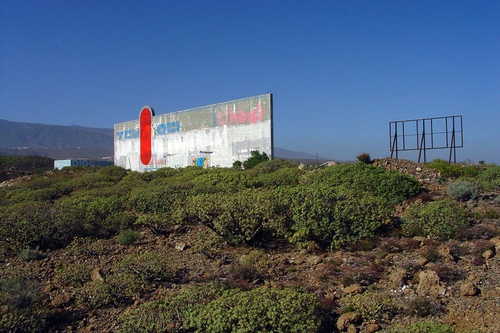
Begleiterscheinung X, Tajao, Teneriffa, Südseite, 2006
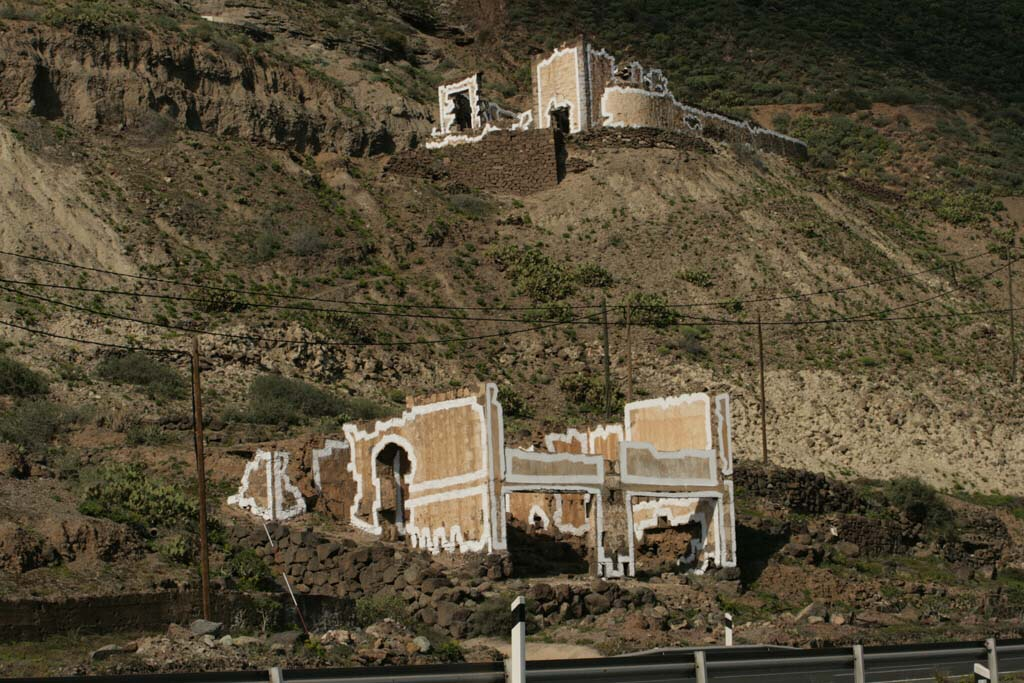
Reformierung VII, Las Palmas, Gran Canaria, 2009

### Installationen
Kunst aus Schalung: Seit 1985 verwendet Eberhard Bosslet in Skulpturen und Installationen Schalungssysteme und Deckenstützen der Bauindustrie.
Es sind „Unterstützende Maßnahmen“. Hierbei erzeugt Bosslet eine Neuordnung der Ausstellungsräume bei scheinbarer Stabilisierung und Destabilisierung der Bausubstanz durch den Einbau konstruktiver Gebilde. Bei seinen „Modulare Strukturen“ handelt es sich um freistehende Skulpturen aus den Schalungselementen des Baugewerbes.

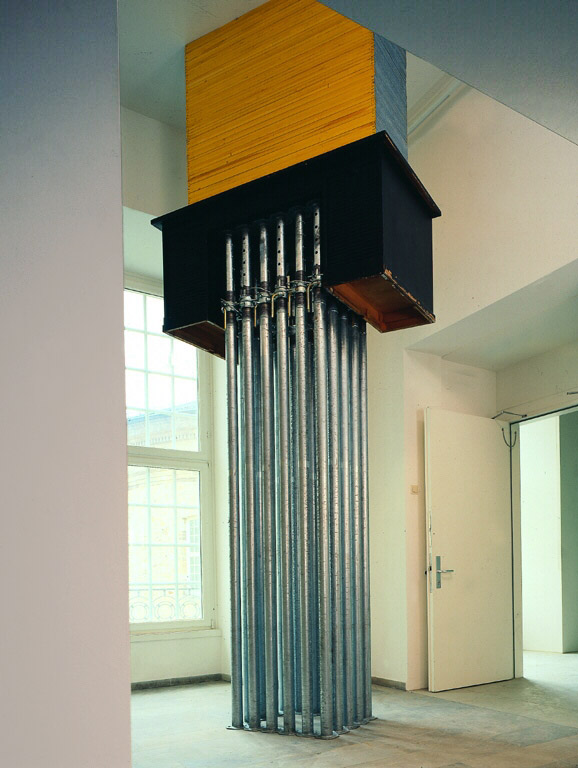
Anmaßend II, documenta 8, Kassel, 1987
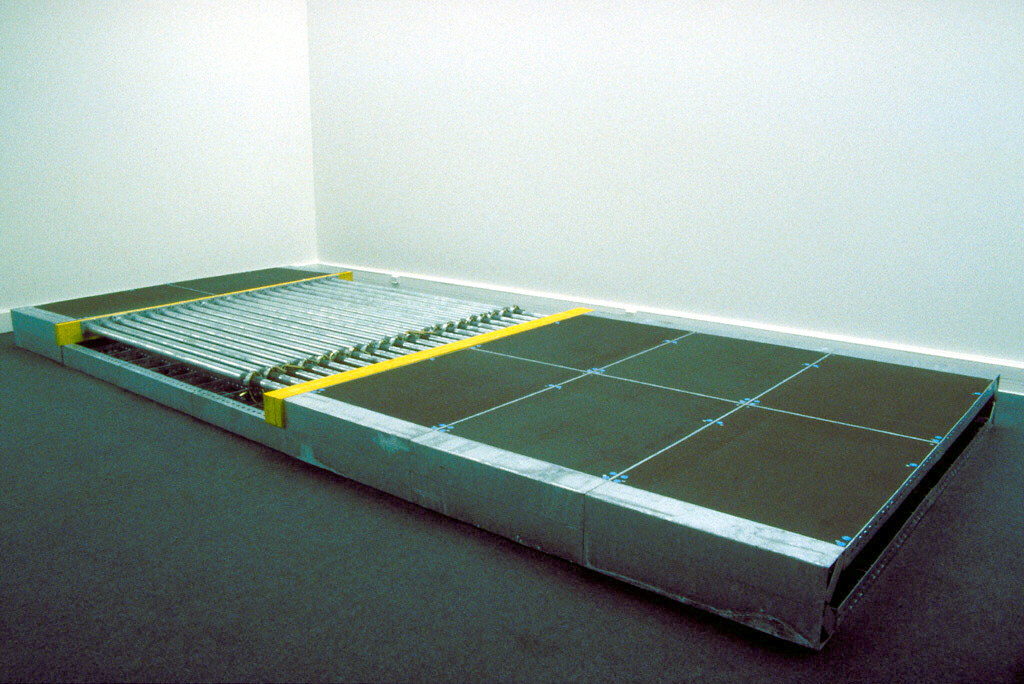
Modulare Struktur - Flach, Prato, 1988
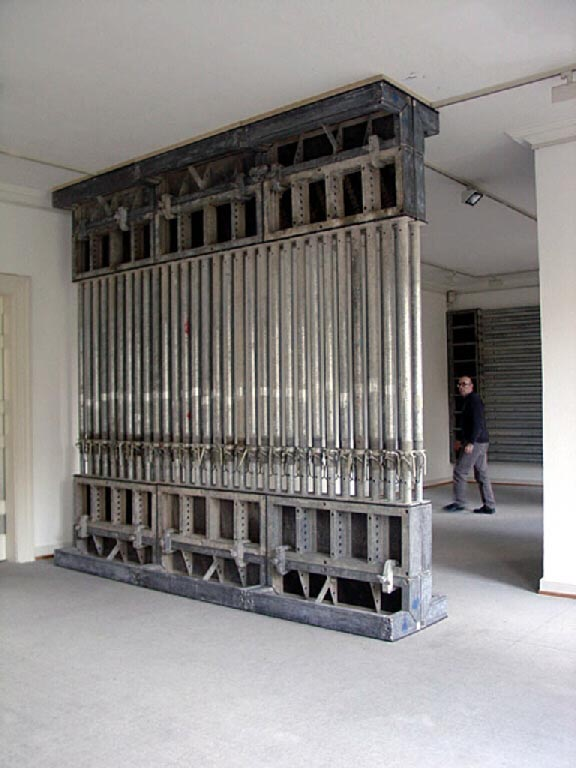
UM Bregenz 90/04, Thurn & Taxis Palais, 2004
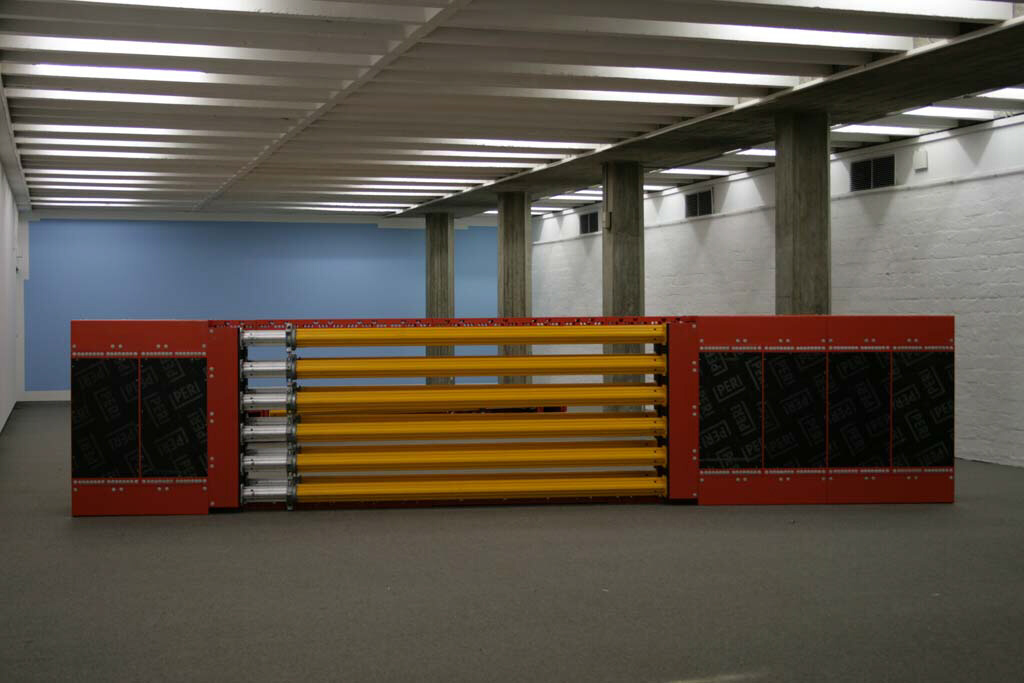
Modulare Struktur, Kunstverein Ingolstadt, 2009

## Ausstellungen

### Einzelausstellungen (Auswahl)
- seit 1981 Interventionen im Öffentlichen Raum.
- 1985: Intervenciónes/Interventionen, Fundació Joan Miró, Barcelona; (Katalog)
- 1986: Lehmbruck-Museum, Duisburg, (Katalog)
- 1987: Heidelberger Kunstverein, (Katalog)
- 1988: John Gibson Gallery, New York, USA
- 1989: Neue Nationalgalerie Berlin, (Katalog)
- 1990: John Gibson Gallery, New York, USA
- 1993: Kunsthal Rotterdam, Holland (Katalog)
- 1994: Öffentliche Ordnung, Kunstverein Speyer (Katalog)
- 1995: Interventionen II, VERBAU, Sprengel Museum Hannover, (Katalog)
- 1995: PLANEN, Kunstverein Heilbronn, (Katalog)
- 1998: Fundamental wie Bilateral, Kunsthalle Mannheim (CD-ROM)
- 2000: Trabanten, Galerie Bochynek, Düsseldorf
- 2000: John Gibson Gallery, NY, USA
- 2002: Analoge Scheiben, Galerie Bochynek Düsseldorf
- 2002: Basics, Kunstverein Viernheim
- 2004: Okkupanten, Künstlerhaus Bregenz, Palais Thurn und Taxis, A
- 2006: Modulare Strukturen, Galerie der Stadt Backnang und Group Show, Stadtgalerie Saarbrücken, (Katalog)
- 2008: Inselwachstum, TU Chemnitz Institut für Physik und Reinraum, permanent
- 2009: Additive, Kunstverein Ingolstadt, (CD-ROM mit Booklet)
- 2011: Stump stools im Lichthof des Albertinum der Staatlichen Kunstsammlungen Dresden
- 2012: Dingsda, Saarlandmuseum, Saarbrücken
- 2013: Heimleuchten Trier, Kunstverein Trier Junge Kunst, Trier
- 2014:  Chisme - Heavy Duty, Tenerife Espacio de las Artes

### Ausstellungsbeteiligungen (Auswahl)
- 1987: documenta 8, Kassel (Katalog), Deutschland
- 1987: Bremer Kunstpreis 1987, Kunsthalle Bremen,(Katalog)
- 1988: Spaces 88, Museo d'arte contemporanea Prato, Italia, (Katalog)
- 1989: D & S Ausstellung, Hamburger Kunstverein, (Katalog)
- 1991: EUROCARD, John Gibson Gallery, New York, USA
- 1992: Kunst werkt / Art works, Foundation, Stedelijk Museum Amsterdam
- 1992: Humpty Dumty's Kaleidoscope, Museum of Contemporary Art, Sydney, Australia, (Katalog)
- 1993: Eberhard Bosslet & Lawrence Gipe, Düsseldorfer Kunstverein, (Katalog)
- 1998: Material & Wirkung, Bosslet, Klotz, Sattel, Kunsthaus Dresden
- 1999: Areale – Kunst im Industriellen Sektor, Brück/Linthe
- 2000: Kabinett der Zeichnung, Kunstverein Düsseldorf
- 2001: Skulpturenufer Remagen, Arp Museum, Bahnhof Rolandseck
- 2002: Positionen einer Generation, Galerie Friebe - Kraushaar, Düsseldorf
- 2003: Unexpected selections from the Martin Margulies Collection Martin Margulies, The Art Museum, Miami, FL, USA, Katalog
- 2004: WorldWatchers, Kunsthaus Dresden
- 2004: Konstruktion I Statik, loop - raum für aktuelle Kunst, Berlin
- 2006: Faszination Fußball, Pfalzgalerie Kaiserslautern, D, (Katalog)
- 2006: Kunst in der Filzfabrik, Speyer, D,
- 2007: 1plus aus Dresden, Schloss Waldthausen bei Mainz, D
- 2008: Ostrale 08, Zentrum für zeitgenössische Kunst, Dresden, D
- 2008: Sleeping Beauties, Realace, Berlin, D
- 2009: 2. Bienal de Canarias, Arte, Arquitectura y Paisaje, La Regenta, Las Palmas Gran Canaria, E
- 2009: Lanzarote Now, Taller de Arte, Tias Lanzarote, E
- 2009: berufen, Hochschule für Bildende Künste Dresden, D
- 2009: Ostrale 09, Internationale Ausstellung zeitgenössischer Künste Dresden, D
- 2010: 1. Biennale für Internationale Lichtkunst, Unna, D
- 2012: Participar, El Matadero, Goetheinstitut, Madrid, ES
- 2012: 2nd Ural Industrial Biennial of Contemporary Art, Ekaterinburg, RUS
- 2016: Luminale, Frankfurt, D